# 베드로 성금
베드로 성금(Peter's pence)은 가톨릭 전례력에 따라 성 베드로와 성 바오로사도 대축일에 접하거나 포함된 주간인 교황 주일(Dominica Papalis)에 국제적으로 거둬들여 로마 교황청으로 보내지는 특별 헌금이다.
교황에게 바치는 기부금이나 세금은 영국에서 알프레도 왕 시절에 시작된 것으로 추정된다. 영국이 노르만족에게 정복된 이후에도 영국의 왕들은 계속해서 베드로 성금을 부과하여 교황에게 바쳤다. 그러나 정국의 혼란으로 인해 징수상의 어려움을 느끼자 가정에게 부과되었던 것이 각 주교 관구에 일정한 세액을 할당하여 채우는 형식으로 개편되었다. 그러나 각 관구 주교에게 성금 징수의 의무가 부과되자 주교들의 범법행위가 만연했다. 1213년 교황 인노첸시오 3세는 영국 주교들이 징수된 베드로 성금에서 상당 부분을 빼돌린 후 교황청으로 보낸다고 질타하였다. 이 이후에도 영국의 주교들은 그 후에도 횡령을 멈추지 않았다. 13세기 이후 징수된 베드로 성금의 가치가 16세기 종교개혁기 이후 확연히 떨어지면서 그 중요성을 잃어버렸다. 특히 영국은 영국국교회가 로마가톨릭에서 분열된 이후 베드로 성금의 징수를 전면 중단하였다. 그 후 3세기가 지난 1860년대 비오 9세에 의해 다시 부활되었는데, 오늘날에는 가톨릭 주교 관구가 교황에게 자발적으로 바치는 헌금의 성격을 띈다.

## 인용자료
<교황의 역사> P.G. 맥스웰-스튜어트, 갑인공방, 2005

## 같이 보기
- 바티칸 은행